# Xerocrassa rhithymna
Xerocrassa rhithymna е вид коремоного от семейство Hygromiidae. Видът не е застрашен от изчезване.

## Разпространение и местообитание
Разпространен е в Гърция (Крит).
Обитава планини, възвишения и храсталаци.